# Hinter Selbsanft
Hinter Selbsanft är en bergstopp i Schweiz.   Den ligger i kantonen Glarus, i den östra delen av landet, 120 km öster om huvudstaden Bern. Toppen på Hinter Selbsanft är 3 029 meter över havet, eller 213 meter över den omgivande terrängen. Bredden vid basen är 2,1 km.
Terrängen runt Hinter Selbsanft är huvudsakligen mycket bergig. Närmaste större samhälle är Schwanden, 19,5 km norr om Hinter Selbsanft. 
Trakten runt Hinter Selbsanft består i huvudsak av gräsmarker. Runt Hinter Selbsanft är det glesbefolkat, med 12 invånare per kvadratkilometer.